# گیفورد فلوریدا
گیفورد فلوریدا (به انگلیسی: Gifford) یک منطقهٔ مسکونی در ایالات متحده آمریکا است که در شهرستان ایندیان ریور، فلوریدا واقع شده‌است. گیفورد فلوریدا ۱۸٫۹۴ کیلومتر مربع مساحت و ۹٬۵۹۰ نفر جمعیت دارد و ۴ متر بالاتر از سطح دریا واقع شده‌است.